# Géo Ham
Géo Ham, pseudonyme de Georges Hamel, né le 19 septembre 1900 à Laval et mort le 24 juin 1972 à Paris 5e, est un peintre, affichiste et illustrateur français. Il était aussi un pilote de rallye français, de Grand-Prix automobiles, et de courses d'endurance.
Tombé dans l'oubli dans les années 1960-70, il est particulièrement connu pour ses illustrations d’avions ou d’automobiles parues dans L'Illustration.

## Biographie

### Origine

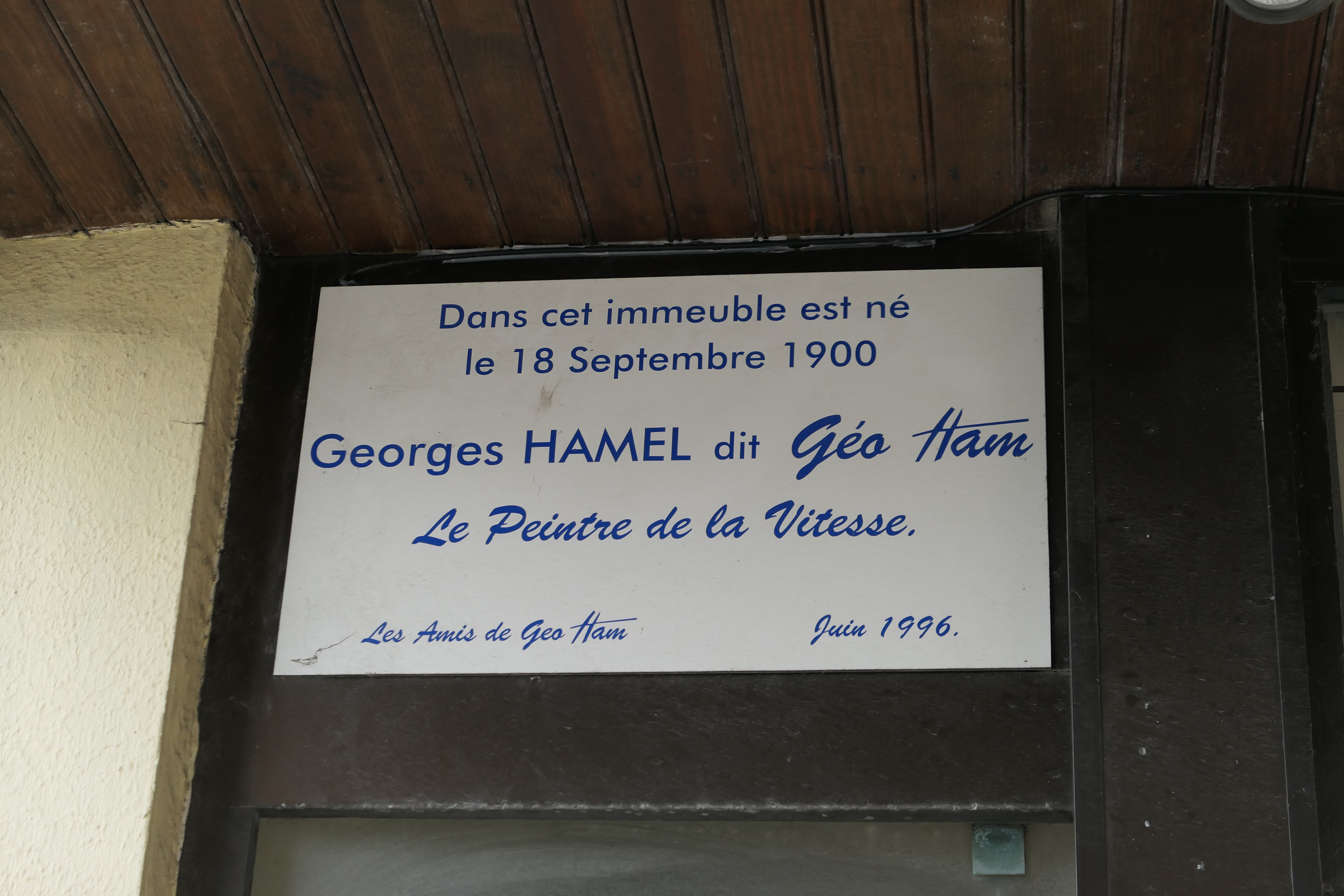
Plaque sur le no 5 rue du Pont-de-Mayenne, à Laval.

Son père ingénieur-chimiste tenait rue de la Paix à Laval, un magasin de matériel photographique, et sa mère, au même endroit, dirigeait un rayon de parfumerie. Grâce à son père, également éditeur de cartes postales et président du Syndicat d'Initiative de Laval, Georges Hamel allait voir naître en lui une vocation pour le dessin et la peinture.
Enfant, il peignait déjà à la gouache des paysages de la campagne mayennaise et à 13 ans, à l'occasion d'une course automobile organisée le 11 mai 1913 dans le centre-ville, il croqua une série de personnages, confirmant ainsi ses dispositions pour le dessin et la peinture.
Scolarisé de 5 à 8 ans, à l'Immaculée-Conception de Laval, il est également élève au lycée de Laval de 1912 à 1914. Il partit ensuite pour Angers où il fit la connaissance de Jean-Adrien Mercier, qui devint son guide et son conseiller.
Sa carrière professionnelle démarre dans une petite agence où il dessine des publicités pour des produits alimentaires.

### Arts décoratifs

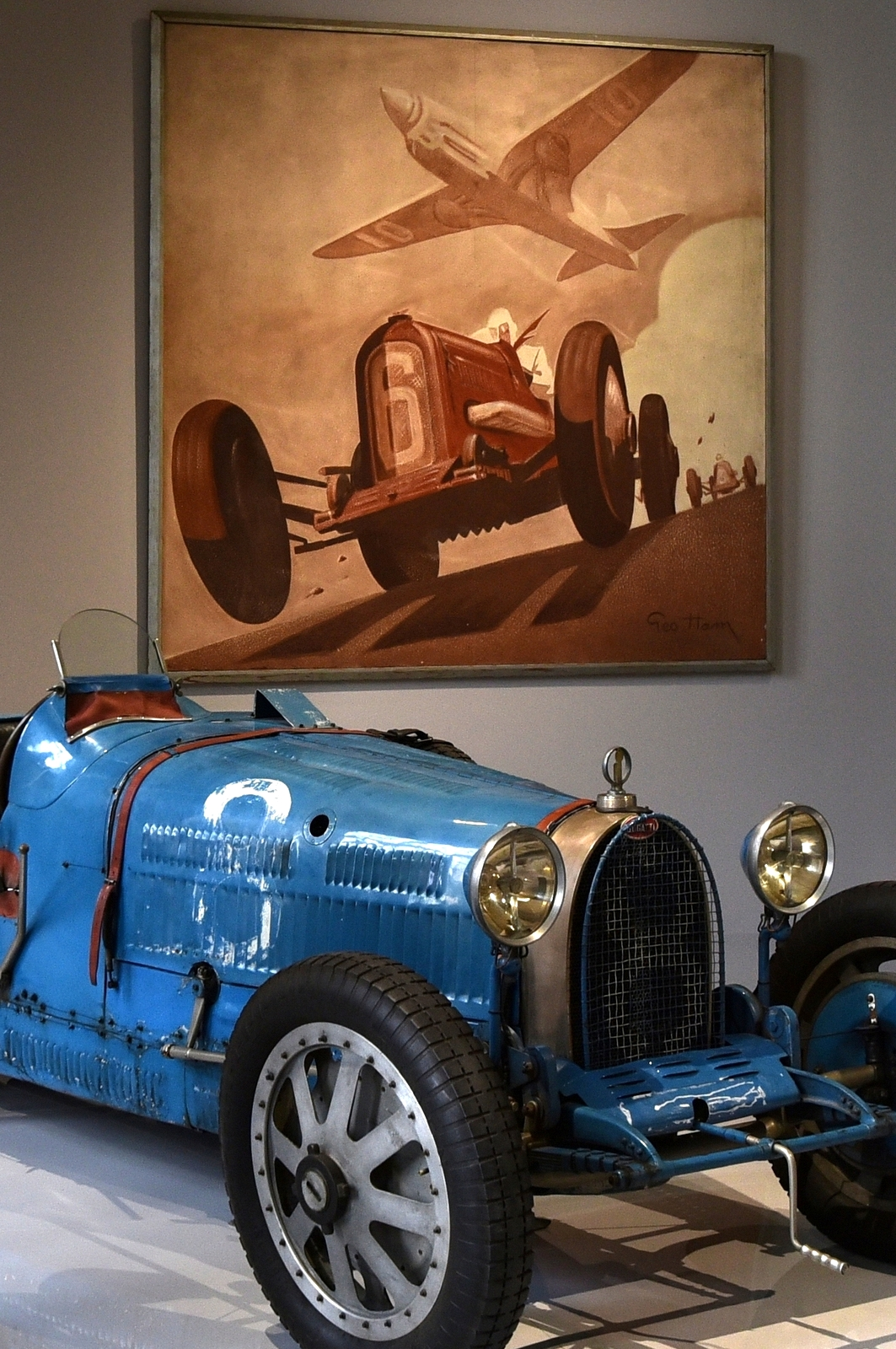
Toile de Géo Ham au-dessus d'une Bugatti type 35.

Sur les conseils d'Eugène Morand, il vient à Paris en 1917. En 1918, il fut reçu à l'École des arts décoratifs, où il a entre autres comme professeur Adrien Bruneau, son compatriote. Il semble avoir été nettement influencé par les aquarelles d'Ernest Montaut, un des tout premiers « peintres de la vitesse ».
En 1919, il illustre le livre La Missionnaire de François de Nion, dans la collection In Extenso.
Les aviateurs Bernard Barny de Romanet et Jean Casale sont de ces amis et il ne tarde pas à débuter en aviation au Bourget avec le groupe Weiss, avec qui il fera ses premiers pas. En 1920, sa première course aérienne est le Rallye des Vieilles Tiges.
Entre-temps, il dessine et ses dessins traduisent si exactement l’impression de vitesse qu’il ressent, que des maisons d’édition, des journaux spécialisés, n’ont qu’un désir : se l’attacher.
Il est admis au Salon des humoristes en 1920. Il effectue alors des caricatures des plus grands sportifs du moment. Il effectue aussi des portraits d'hommes politiques comme Guy de Montjou dans La Vie Aérienne, ou encore la maquette du rideau-décor du théâtre de Laval peinte par Henri Boucrel.
Il s'imposa très vite parmi les dessinateurs les plus chevronnés et eut les honneurs d'une couverture dans l'Omnia à l'âge de 21 ans. Il devint l'un des plus prestigieux champions de l'Art-déco. Il a participé à tous les raids aériens ou courses automobiles qui s’organisaient.

### Courses automobiles
L'automobile devient alors son sport préféré. Il achète des racers de course, et passe ses dimanches sur les plus grands circuits des grands circuits. Il accepte une place dans le baquet que lui offre Michel Doré, et officie en tant que mécanicien. Il dispute avec lui les courses : Toul-Nancy, Arpajon, les circuits de l'Aisne et de la Picardie. Plus tard, il s'amuse à taquiner les « 200 » avec Louis Chiron, André Morel, Robert Benoist et bien d'autres.

#### Palmarès
- 1932: 3e du Rallye Monte-Carlo[14] (Ford, avec Boris Ivanowski et Mery, départ de Umeå en Suède)
- 1934 : Participation au 24h du Mans en 1934, avec Derby L8, en compagnie de Louis Villeneuve.
- 2e du Rallye de Paris : 1935 (Pégase 12 CV - Amilcar)[15] derrière René Le Bègue[16]

### L'Illustration
À partir des années 1920, pour les numéros spéciaux consacrés à l'automobile, tout comme pour ceux dédiés à l'aviation, les services artistiques du magazine L'Illustration feront souvent fait appel à lui. L'Illustration possédait en lui un collaborateur qui lui coûtait très cher, mais dont la première page était un dessin, une affiche ou une voiture de course signée Géo Ham. Il deviendra un des grands dessinateurs de l'hebdomadaire.
Les grandes marques automobiles Amilcar, Rolls-Royce, Talbot, Delahaye, Chenard et Walker bénéficièrent également de son talent. Il collabore aussi avec le bureau d'études du constructeur de deux-roues Motobécane-Motoconfort.

### Aéropostale
Géo Ham était aussi un passionné d'aviation, ami de Jean Mermoz, Antoine de Saint-Exupéry.
Il devint le Peintre officiel de l'Air pour l'Aéropostale en 1931. Il est présent à Tours lors de l'accident de Michel Détroyat. En 1932, il effectua le voyage Toulouse-Santiago pour mieux rendre compte.
Il a traversé l'Atlantique Sud à bord de l’aviso Aéropostale, qui sombra corps et biens moins de huit jours après. Il traversa la cordillère des Andes à bord d'un avion piloté par Henri Guillaumet.

### Correspondant de guerre

#### Seconde guerre italo-éthiopienne
Il partit en Éthiopie comme envoyé spécial de L'Illustration à l'occasion de la seconde guerre italo-éthiopienne en 1935. Il reçoit la Croix de guerre de la valeur militaire italienne, pour sa participation à la campagne d’Éthiopie au titre de correspondant de guerre de l’Illustration.
En Éthiopie, il ne se contenta pas d’accompagner les avant-gardes italiennes, à l’affût du beau croquis à prendre à bord des avions de l'escadrille fasciste Désespoir (Disperata), commandée par Galeazzo Ciano, « il survola de Macallé à Gondar, les hauts plateaux amarhiques, où toute panne mécanique signifiait la plus atroce des morts ».

#### Guerre d'Espagne
On le retrouva en 1935 avec les troupes du général Franco en Espagne. En 1936, il donne ses impressions à Job de Roincé sur le siège de Madrid. Il y condamne les exactions du camp républicain, et met en garde contre la situation de guerre civile qu'il ne voudrait pas connaître en France.

## Publicité et affiches
Comme Jean-Adrien Mercier, il va dessiner de très nombreuses affiches publicitaires, notamment pour les grandes marques automobiles et de motocycles, ainsi que de pneumatiques:  Talbot, Amilcar, Dunlop, Kléber-Colombes, Sunbeam, Chenard-Walker, Goodrich, Mobiloil, Terrot, etc.
Il réalise de nombreuses affiches pour les plus grands évènements de l'époque : 24 Heures du Mans, Grand Prix automobile de France, Rallye du Soleil à La Baule, Grand Prix de Monaco, etc.

### 24h du Mans
Il participa également une fois à la course automobile des 24h du Mans en 1934, à un Derby L8.

### Seconde Guerre mondiale
En 1940, il reçoit la croix de guerre avec la citation suivante : « Détaché à titre de volontaire pour conduire de jour comme de nuit sur les routes arrosées par l’aviation adverse. A pris part spontanément à la défense du viaduc d'Auteuil, utilisant l’arme d’un blessé et ne s’est replié qu’après l’épuisement des munitions ».
L'Illustration passa sous le contrôle des occupants. Géo Ham continue sa coopération en tant que rédacteur et illustrateur avec le magazine jusqu'en 1942. Il y dessine des scènes de combats menés par l'armée française en 1940. En ligne avec le conservatisme rural et l'attachement aux valeurs catholiques, comme pour son employeur, il illustre des scènes de ruralité en ligne avec le régime de Vichy. En 1941, il illustre quatre pages dans L'Illustration sur l'abbaye Notre-Dame-du-Port-du-Salut, à son histoire et à la vie de ses moines travailleurs.

### Après la Seconde Guerre mondiale
Au lendemain de la guerre, on lui retire son titre de peintre officiel du ministère de l'Air. En 1944, il est brièvement emprisonné à Drancy quelques jours sur dénonciation.
Commença alors pour lui un lent déclin causé par l'arrivée de la photographie  dans les journaux. En 1950, il réalisa néanmoins un grand reportage pour le journal Élite française sur Paris, Amsterdam et Téhéran.
Le 1er juin 1950, il bat avec Mauro Bianchi à bord d’une Renault 4CV « préparée », un record en ralliant dans la même journée Paris-Biarritz (700 km environ) à la moyenne horaire de 94 km. Il crée aussi la ligne de véhicules publicitaires pour la caravane du Tour de France.
À la fin des années 1950, on ne vit plus sa signature. Il vivotait, abandonné de tous sauf de son vieil ami Jean-Adrien Mercier. Il vendit la Bugatti qu'il avait achetée dans les années fastes. Célibataire, il s'était fait une réputation de séducteur avec Paul Morand, dont il était devenu l'ami.
Jean-Adrien Mercier était à ses côtés quand il mourut au mois de juin 1972 à l'hôpital militaire du Val-de-Grâce à Paris. On prétend que seulement 19 personnes assistèrent à ses obsèques. Mort sans héritier, ses œuvres ont été dispersées ou vendues. Il repose au cimetière de Laval.

## Œuvres

### Illustrations
- Jacques Mortane, Les grands raids d’avions, illustrations de Géo Ham, Éd. Mame, 1936.
- Roland Tessier, Henri Guillaumet, , illustrations de Géo Ham, éditions Flammarion, 1947.
- Une porte de l'Europe, Nantes, pour le Rotary-Club, par Beuchet & Vanden Brugge, in-4°., couverture illustrée à rabats, 214 pp., 83 planches illustrées en couleurs, dont deux de Gaston Alaux, sept de Georges Gobo dit Gobô, deux de Géo Ham, dix-sept d'Albert Brenet, une de Félix Lorioux, six de Jean Picard Le Doux, quatre de Jean Bouchaud, deux de Michel Bouchaud, une de Paul Ordner, treize de Mathurin Méheut, vingt de Jean-Adrien Mercier, ce dernier illustrant également initiales et culs-de-lampe en couleurs. Tirages à 1 500 exemplaires numérotés sur vélin, 1951.

## Décorations honorifiques

### Décorations italiennes
- Croix de guerre de la valeur militaire

### Décorations françaises
- Croix de guerre 1939-1945